# Kosmo
Kosmo (německy Kosmo) je malá vesnice, část obce Šumavské Hoštice v okrese Prachatice v Jihočeském kraji. Nachází se asi 1,5 kilometru severovýchodně od Šumavských Hoštic. Prochází zde silnice II/145. Je zde evidováno 26 adres. V roce 2011 zde trvale žilo 42 obyvatel.
Kosmo je také název katastrálního území o rozloze 2,25 km².

## Historie
První písemná zmínka o vesnici pochází z roku 1383.

## Obyvatelstvo
| Rok            | 1869 | 1880 | 1890 | 1900 | 1910 | 1921 | 1930 | 1950 | 1961 | 1970 | 1980 | 1991 | 2001 | 2011 | 2021 |
| -------------- | ---- | ---- | ---- | ---- | ---- | ---- | ---- | ---- | ---- | ---- | ---- | ---- | ---- | ---- | ---- |
| Počet obyvatel | 176  | 162  | 193  | 209  | 166  | 155  | 160  | 95   | 86   | 68   | 56   | 52   | 50   | 42   | 61   |
| Počet domů     | 26   | 28   | 32   | 33   | 33   | 34   | 33   | 30   | 30   | 17   | 16   | 21   | 23   | 23   | 23   |

## Galerie

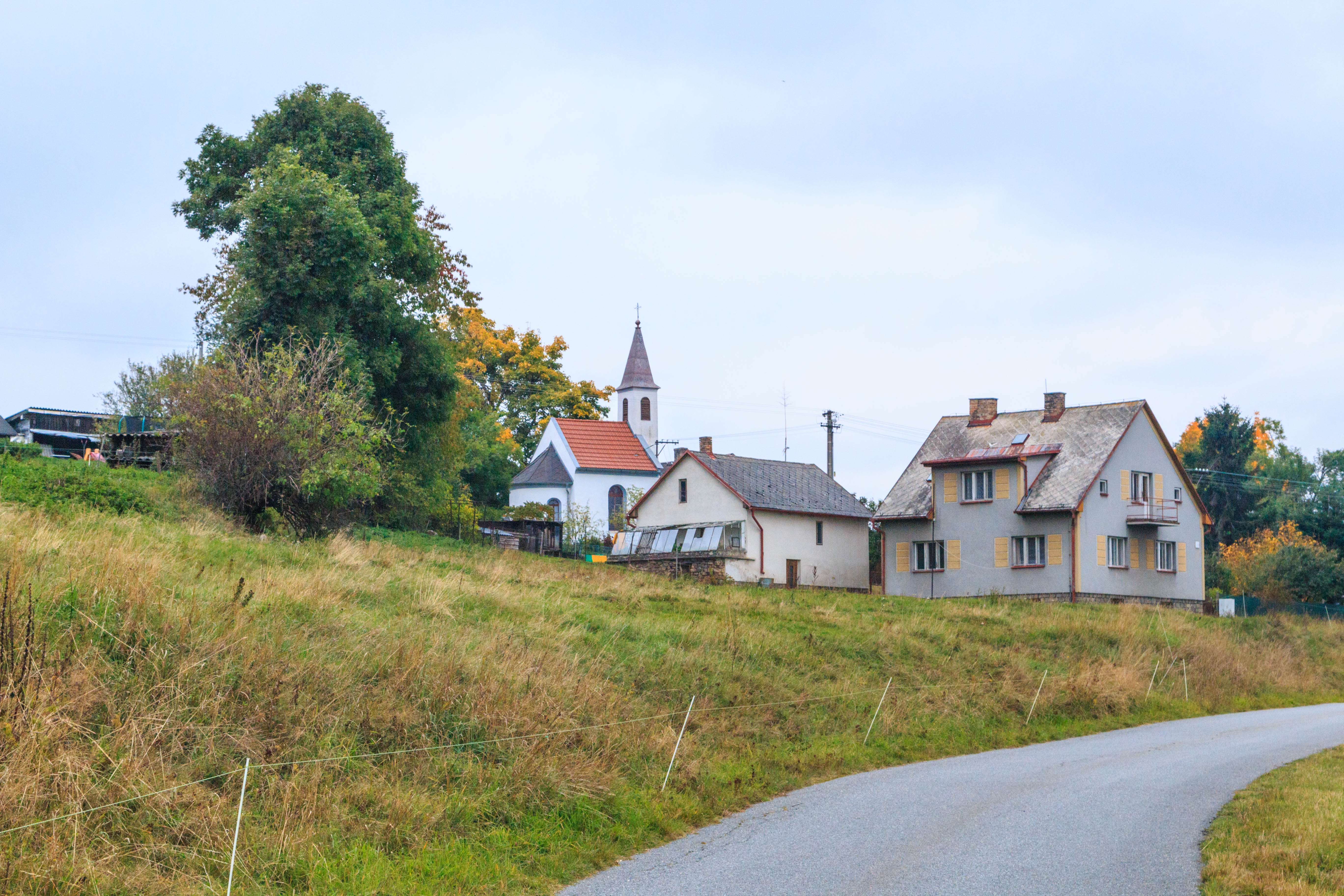
Kosmo, čp. 12
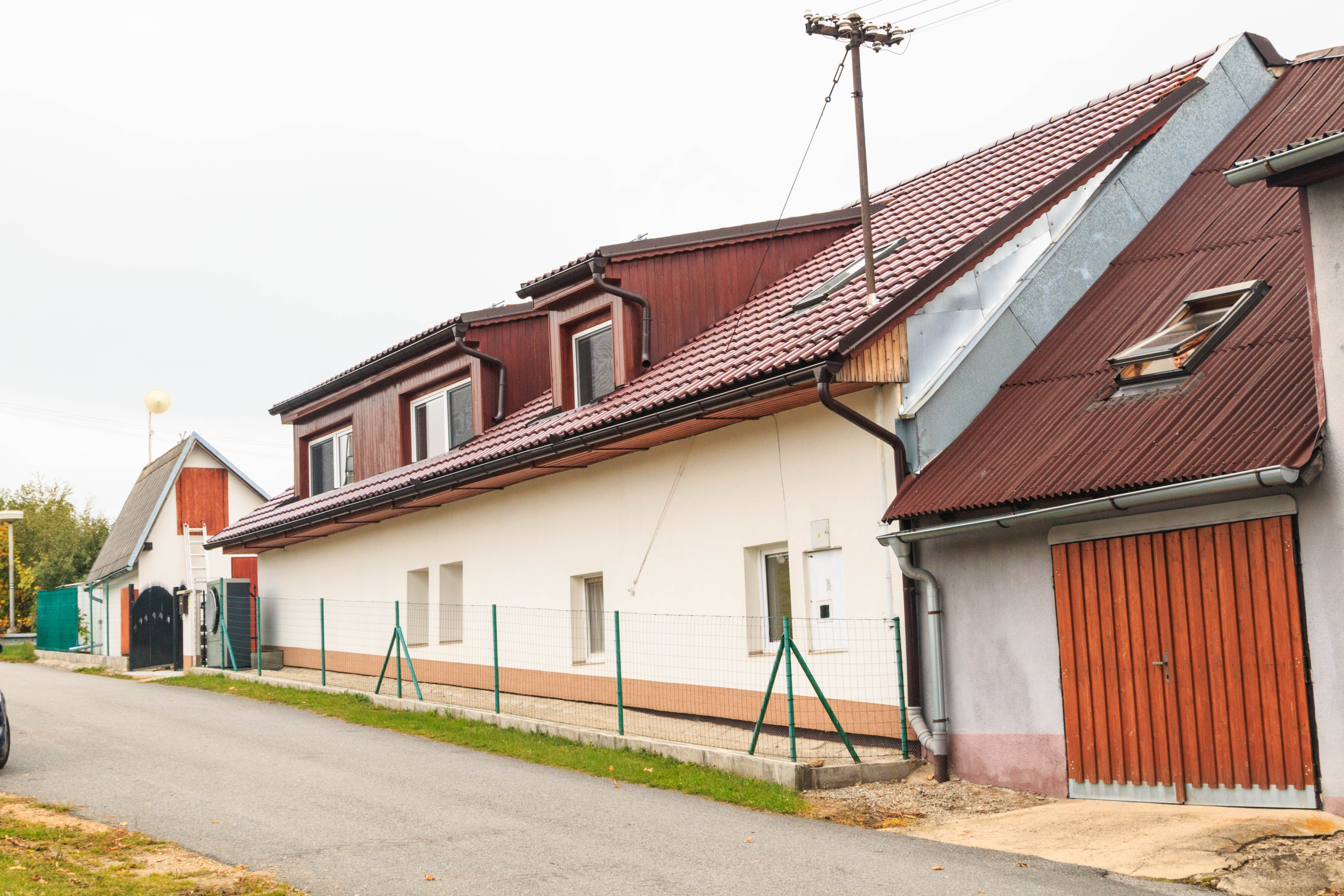
Kosmo, čp. 15
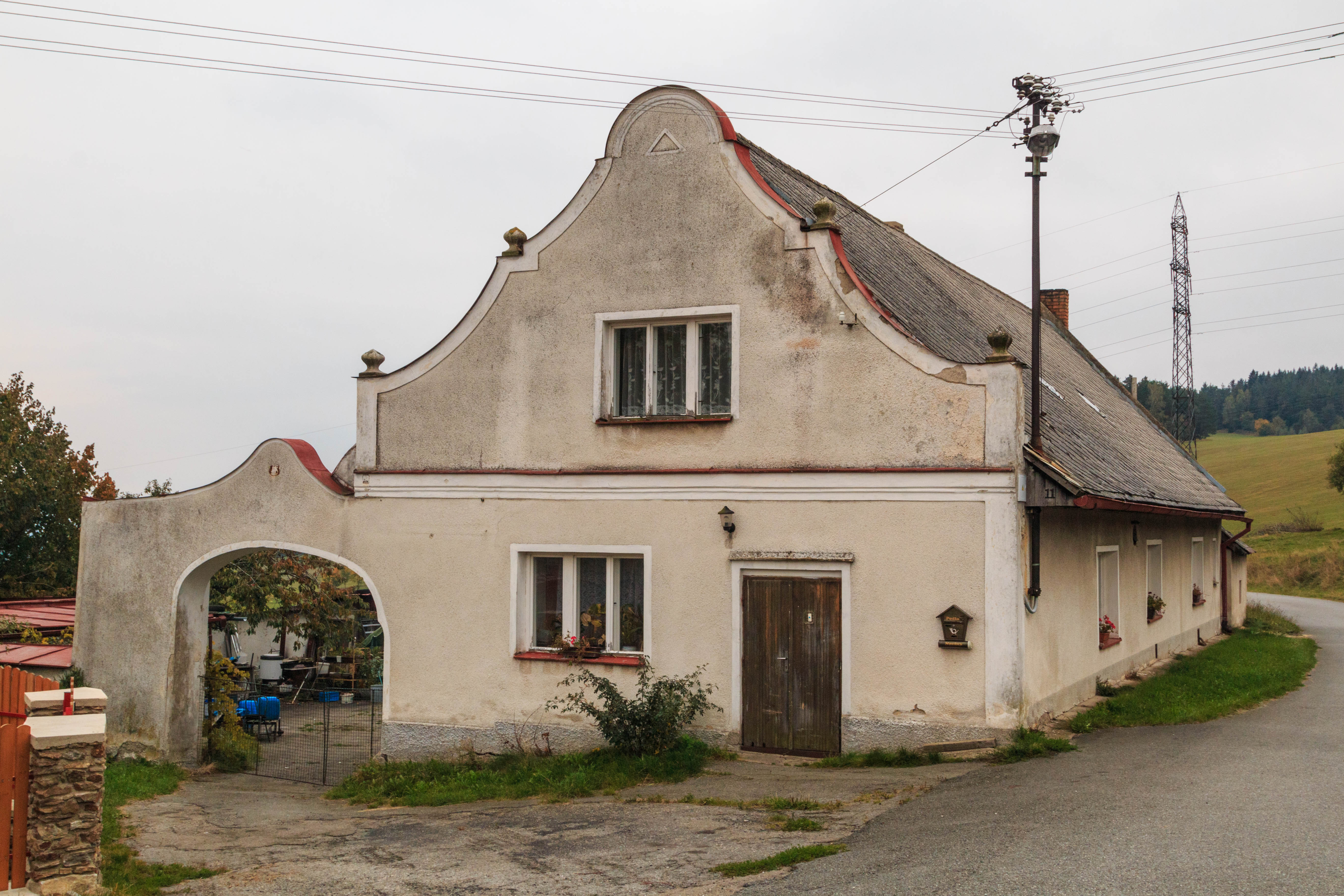
Kosmo, čp 21
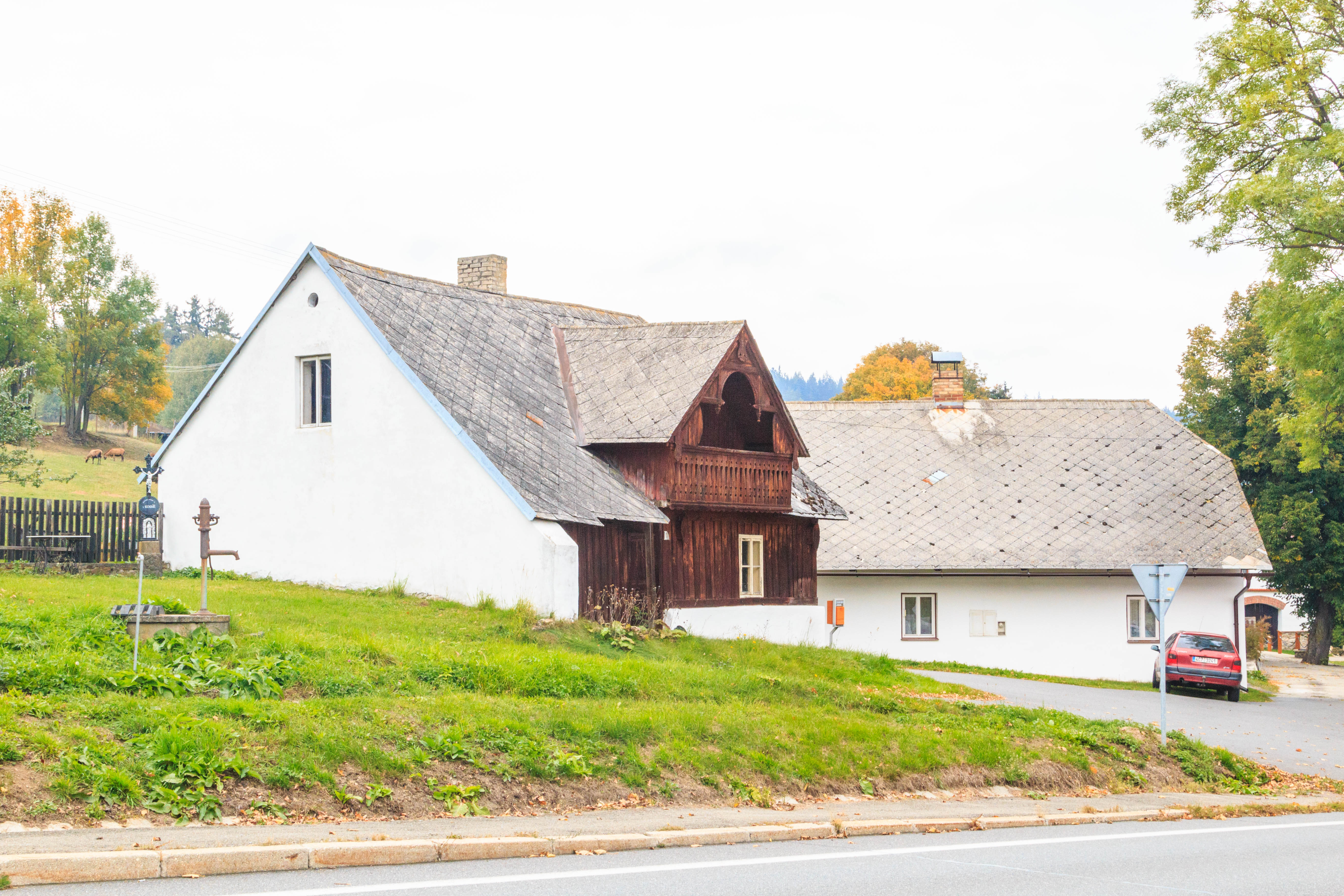
Kosmo, čp 2